# Пйотр Ґрабан
Пйотр Ґрабан (пол. Piotr Graban, нар. 13 жовтня 1986, Гданськ) — польський волейбольний тренер, нині очолює команду клубу Плюс Ліги «Проєкт» (Варшава).

## Життєпис
За час своєї кар'єри був головним тренером дівочої команди U20 гданського клубу «Ґеданія» (Gedania) у 2009—2012 роках. Також у 2009—2013 роках був помічником головного тренера дорослої команди клубу. У 2012—2016 роках — помічник головного наставника жіночої команди клубу «Трефль» (Сопот, PGE ATOM Trefl Sopot).
Був помічником головного тренера Андреа Анастазі: спочатку — у клубі Плюс Ліги «Трефль» (Гданськ, сезон 2018—2019), із сезону 2019—2020 — варшавського клубу «Verva Warszawa Orlen Paliwa» (нині — «Проєкт»).
Сезон польської Плюс Ліги 2022—2023 розпочав на посаді помічника головного тренера «Проєкту» італійця Роберто Сантіллі, а після звільнення останнього за незадовільні результати спочатку став в.о. керманича команди клубу, а після шерегу вдалих результатів — затверджений на посаді.

## Досягнення

### Із жінками
- фіналіст Кубка ЄКВ 2014—2015,
- переможець Таурон Ліги 2013,
- володар Кубка Польщі 2015[2]

### Із чоловіками
- володар Кубка виклику ЄКВ 2024,
- чемпіон Англії 2017.